# 味な店
『味な店』（あじなみせ）は、テレビ北海道 (TVh) が1990年4月23日から2011年3月26日まで放送されたミニ番組。

## 概要
札幌市内を中心に、道央圏のおいしい居酒屋、喫茶店、食堂、レストランを紹介するグルメ番組。

## 歴史
当番組は1989年10月の開局から半年が経った1990年4月23日に放送を開始、2005年3月までの15年間にわたって放送時間帯の違いはあったものの、帯番組で放送されていた。
その後、2005年4月から9月までは放送日を週3回に、2005年10月から2007年9月までは週2回に、2007年10月から2011年3月までは週1回と、1週間の放送回数は減らされたものの、最終回までの放送回数は4000回を超えている。
TVh自社制作によるレギュラー番組の放送年数では、1989年10月の開局時から放送されている『TVh道新ニュース』に次いで2番目の長さだった。ちなみに、現在土曜日18:30から放送されている「旅コミ北海道じゃらんdeGO!」は、2012年6月に放送開始から15年を迎え、TVh自社制作によるレギュラー番組の放送年数では『TVh道新ニュース』、本番組に次ぐ3番目の長さである。
開始初期から数年の間は、その日の放送で出演した店主が次回の放送で客として出演するという、いわゆるリレー形式での構成だった時期もあった。

## 放送時間帯

### 末期
- 土曜日20:54 - 21:00：2009年4月から2011年3月

### 過去
- 月曜日 - 金曜日（19:54 - 20:00・20:54 - 21:00・21:54 - 22:00のいずれか、1990年4月から2005年3月まで）
- 火曜日・木曜日・金曜日（火曜日：21:54 - 22:00・木曜日：20:54 - 21:00・金曜日：20:54 - 21:00[4]、2005年4月から2005年9月まで）
- 火曜日・木曜日（火曜日が21:54 - 22:00、木曜日が20:54 - 21:00、2005年10月から2007年9月まで）
- 木曜日（20:54 - 21:00、2007年10月から2008年3月まで）
- 月曜日（21:54 - 22:00、2008年4月から2009年3月まで）